# Загребская обсерватория
Загребская астрономическая обсерватория (хорв. Zvjezdarnica Zagreb) — астрономическая обсерватория, расположенная в столице Хорватии Загребе. Основана в 1903 году и находится в ведении Загребского астрономического общества. Главной деятельностью обсерватории является образовательная.

## Местоположение и оборудование
Главным телескопом, размещённым под куполом обсерватории, является рефрактор TMB APO 175/1400 мм, установленный в 2007 году. Старый телескоп фирмы Zeiss (130/1950 мм) установлен параллельно первому; с его помощью после установки дополнительного оборудования планируется проводить фотосъёмку Солнца в водородном (линия Hα) спектре. Также в обсерватории имеются несколько портативных телескопов поменьше, среди них — Celestron 200/2000 мм и Konus refractor 80/900 мм. Фотолаборатория при обсерватории проявляет снимки в чёрно-белом цвете.
Обсерватория расположена в центре города, недалеко от главной площади. Размещается на последнем этаже башни под номером 22 на улице Опатичка (хорв. Opatička ulica), называемой «Башней священника» (хорв. Popov Toranj), которая была воздвигнута в XIII веке во времена угрозы татарского нашествия и раньше была во владении Загребского архиепископа. Кроме непосредственно купола на верхней террасе, обсерватория вмещает лекционный зал на 50 человек, фотолабораторию, 5 офисов, библиотеку и небольшой коворкинг.

## История
Обсерватория была основана Хорватским обществом естественных наук. Помещения на верху башни были предоставлены городским правительством, которое также финансировало реконструкцию и установку купола. Открытие состоялось 5 декабря 1903 года. Первым её руководителем был Отон Кучера, известный хорватский популяризатор науки.
Астероид номер 589, открытый в 1906 году в Гейдельбергеской обсерватории Августом Копффом, в честь открытия Загребской обсерватории получил название «Хорватия»
Несмотря на ожидания Кучеры, обсерватория не стала исследовательским центром — в связи с нехваткой специалистов. Она всегда использовалась преимущественно для популяризации науки. В середине XX века получили известность издания на эсперанто, выпущенные под эгидой обсерватории. Она была закрыта в период Второй мировой войны. В 1963 году обсерватория и Хорватское астрономическое общество сделали важный вклад в культуру города, сконструировав планетарий. Позже он был передан в дар Техническому музею, где функционирует до сих пор. Рефрактор Zeiss заменил телескоп, изначально установленный в обсерватории, в 1966 году.
В середине 1980-х здание обсерватории было отремонтировано. В 1992 году был установлен новый купол, тогда же подверглось обновлению оборудование. В настоящее время обсерватория является местом встречи любителей астрономии и других естественных наук. Здесь проходят наблюдения за ночным небом, лекции и другие образовательные мероприятия на астрономическую тематику. Научные исследования обсерватории посвящены физике Солнца и проводятся в сотрудничестве с Хварской обсерваторией.